# Takayoshi Matsushita
Takayoshi Matsushita, född 30 januari 1953, är en japansk bågskytt. Han deltog vid olympiska sommarspelen 1984, 1988, 1996 och 2000.